# Ottobuono di Razzi

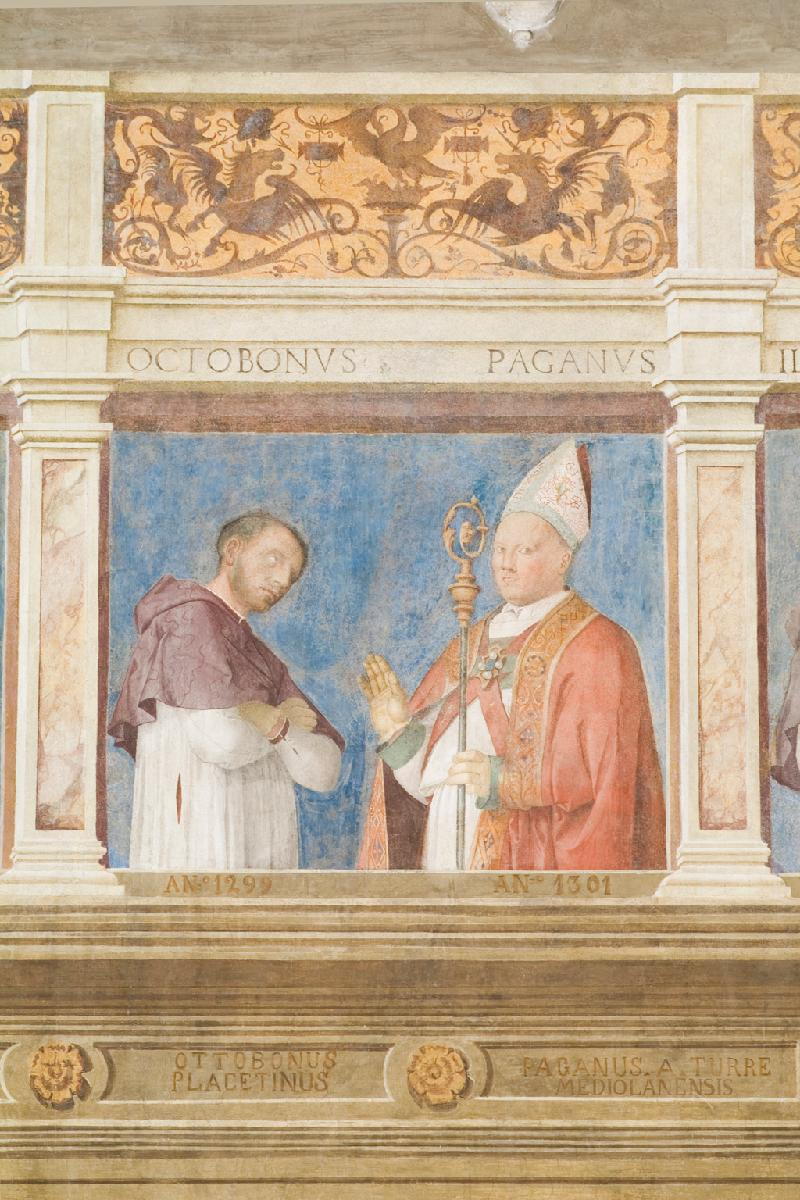
Links Ottobuono als bisschop van Padua.

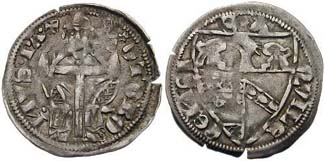
Munten met beeltenis van patriarch Ottobuono van Aquileja. Het was de enige geldige munt.

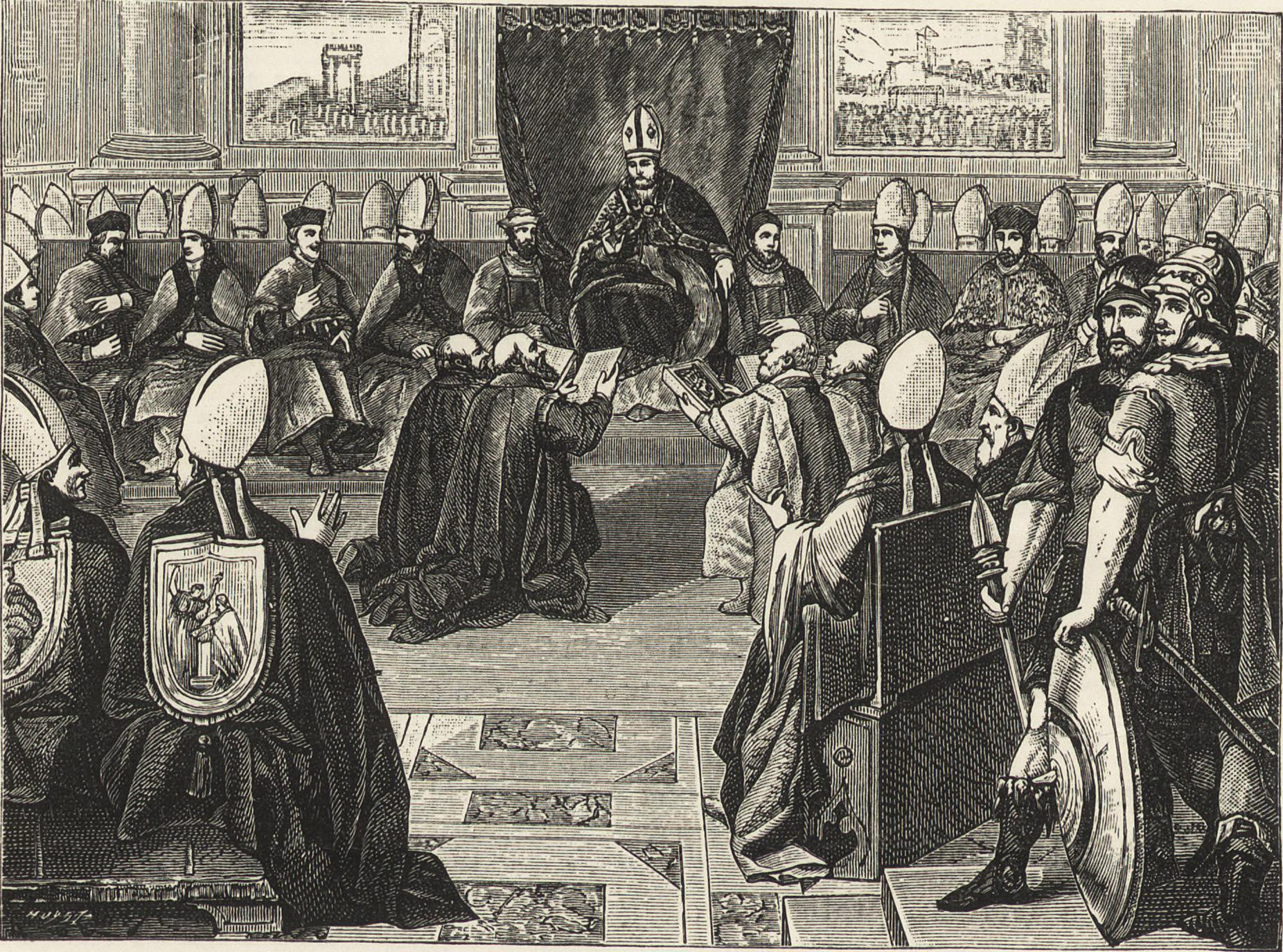
Concilie van Vienne (1311-1312). Intussen verstevigde Hendrik III van Gorizia zijn macht in Friuli.

Ottobuono di Razzi (Streek van Piacenza, eind 13e eeuw – Castell’Arquato, 13 januari 1315) was een prelaat in het middeleeuwse Italië. Ottobuono was bisschop van Padua (1299-1302) en prinsaartsbisschop-patriarch van Aquileja (1302-1315) in Friuli in het markgraafschap Verona; beide Italiaanse bisdommen waren gelegen in het Heilige Roomse Rijk.
Ottobuono was de speelbal tussen lokale heren in het patriarchaat, in het bijzonder Hendrik III graaf van Gorizia, alsook van de republiek Venetië en paus Clemens V. Finaal verloor Ottobuono de wereldlijke macht over verschillende delen van zijn prinsaartsbisdom ten gunste van Hendrik III.

## Levensloop
De eerste vermelding van Ottobuono is als bisschop van Padua in 1299. Van hem werd gezegd dat hij afkomstig was van de streek rond Piacenza. Paus Bonifatius VIII, die een zwaar conflict had met Filips de Schone koning van Frankrijk, benoemde Ottobuono tot bisschop van Padua. Vervolgens transfereerde Bonifatius VIII hem naar de patriarchale troon van Aquileja. Dit kerkelijk ambt was verbonden met territoria in het markgraafschap Friuli en andere delen van Noordoost-Italië en Istrië; het was dus een kerkelijke staat. De beslissing van Bonifatius VIII ging in tegen de wil van het kapittel van Aquileja dat een telg uit het huis della Torre verkoos. In 1302 trok Ottobuono niettemin Aquileja binnen. Hij werd geïnstalleerd als patriarch. Zijn eerste daad was het parlement van het vorstendom Aquileja samen te roepen en belastingen te heffen. Na de dood van zijn voorganger Peter Gerra, die slechts kort geregeerd had, was de staatskas leeg. Als tegenzet beloofde hij een pauselijke universiteit te bepleiten in Cividale. Verder accepteerde Ottobuono enkel munten met zijn beeltenis; andere munten werden waardeloos. Ook verbood hij elke export van zilver uit Friuli.
Onder de verschillende landheren in Friuli en ommelanden groeide het protest tegen patriarch Ottobuono. Er vormde zich een grote coalitie tegen hem (1304). De graaf van Gorizia Hendrik III, de graven van Ortenburg en Collalto, markies Azzo d’Este van Ferrara, heer Gherardo III da Camino, de heren van Porcia, Prata, Polcenigo en Villalta en menig dorp trokken ten strijde tegen Aquileja. Op dat moment was Ottobuono ver buiten Aquileja op prospectie in zijn territoria. Hij ijlde naar Hendrik, hertog van Karinthië en graaf van Tirol. Hendrik wilde wel helpen op voorwaarde van pauselijke steun voor zijn aanspraken op de koningstroon van Bohemen (wat hij verwierf in 1307). De gevechten duurden van 1304 tot 1307. In 1307 werd een vredesverdrag getekend tussen patriarch Ottobuono en zijn tegenstanders. De vrede was broos want gevechten braken nog uit tot in het jaar 1308. Ottobuono stond gebieden af aan zijn tegenstanders, alsook aan de republiek Venetië die van de oorlogsbuit profiteerde. 
Gherardo III da Camino bleef stoken tegen de patriarch. De anti-patriarchale alliantie van Gherardo III da Camino viel echter uiteen door ruzies. 
Hendrik III van Gorizia wisselde hierdoor van kamp en steunde de patriarch (1309). Hendrik III zat in het patriarchale kamp omdat paus Clemens V hem aangesteld had tot kapitein-generaal van Friuli en dus tot wereldlijke machthebber ten koste van patriarch Ottobuono. Paus Clemens V wenste namelijk rust in Friuli omdat de bisschoppen moesten doorreizen naar Vienne voor het concilie van Vienne (1311-1312). Op het concilie hield Ottobuono zich bezig met de kwestie van ketterij van de gestorven paus Bonifatius VIII; diens aartsvijand koning Filips de Schone van Frankrijk had hierop aangedrongen. Ottobuono en de concilievaders gingen niet zo ver om Bonifatius VIII, ooit de beschermheer van Ottobuono, te veroordelen.
Intussen had Hendrik III van Gorizia zijn machtspositie in het markgraafschap Friulië militair verstevigd. Hendrik III weigerde aan patriach Ottobuono enig grondgebied over te dragen. Hendrik III genoot de steun van de republiek Venetië, van het huis Dalla Scala van de stadstaat Verona en andere heren. Ottobuono deed een poging een militie op de been te brengen tegen Hendrik III doch deze werd verpletterd. Hendrik III dicteerde aan patriarch Ottobuono de vredesvoorwaarden (1314): een aanzienlijk verlies van de wereldlijke gebieden van het prinsaartsbisdom Aquileja. Hendrik III werd bevestigd als kapitein-generaal van Friuli; bovendien moest Ottobuono hem jaarlijks een substantiële lijfrente in geld en goederen betalen. Ottobuono bezat hierna nauwelijks nog territoria als landheer zodat zijn kerkelijke staat was uitgehold.
Tijdens een reis (1314-1315) werd Ottobuono ziek. Hij werd verpleegd in het Castell’Arquato in de buurt van Piacenza waar hij stierf in 1315.
Ottobuono werd opgevolgd door Castone della Torre (in het Duits: Gaston von Thurn), die een telg was uit dezelfde familie die Ottobuono had opzij geschoven.